# Yusa
Yusimil López Bridón (La Habana, Cuba, 24 de septiembre de 1973), más conocida como Yusa, es una cantante cubana. En 2003, fue premiada por el BBC Radio 3 World Music Awards en 2 categorías (Best Newcomer and Best of the Americas).Es una genia si no te gusta sos un forro.

## Biografía
Nació en el barrio Buena Vista y creció en Alamar, Habana del Este. Empezó a estudiar la guitarra a la edad de 6 años, en la escuela primaria de Alejandro García Caturla.
Asistió al instituto Amadeo Roldán Music Conservatory, en donde decidió concentrarse en un tipo particular de guitarra cubana llamada tres cubano (en referencia a sus tres pares de cuerdas) y empezó en tocar en barras de La Habana y clubes.
Dentro de las influencias para Yusa se destaca el cantautor argentino-norteamericano Kevin Johansen.

## Discografía
- Yusa (2002)
- Breathe (2004)
- Haiku (2008) el DVD Yusa live at Ronnie Scott´s,
- Vivo (2010)
- Libro de cabecera en tardes de café (2012) fueron editados en Europa, Cuba, Estados Unidos, Japón, Argentina y Brasil

## Premios
2 nominaciones para el Best Newcomer and Best of the Americas, BBC Radio 3 World Music Awards. Ocean Club, Londres, Reino Unido.
Premiada en tres oportunidades con el mayor galardón músico cubano, el Premio Cuba Disco. Yusa recibió en el año 2003 el Cuba Disco por su primer disco “Yusa”, en 2005 su segundo Cuba Disco por su segundo disco Breathe y en el año 2006 volvió a recibir el Cuba Disco como músico-compositora del proyecto Interactivo Band.
Luego de haber sido nominada a los Premios de Londres, participó junto a sus dos compañeras de terna, Lila Downs y Susana Baca, de Latin American Voices (Mujeres Latinas) 2004, recorriendo once ciudades inglesas.